# لامتغيرية (لاهوت)
اللامتغيرية (immutability) هي سمة الله تعالى الذي لا يتغير في كماله وذاته وإرادته ووعوده. تنطبق هذه الصفة على جميع صفات الله الأخرى: الله حكيم وحليم ورحيم وكريم بشكل لا يتغير: في المقام الأول، الله قدير/ كلي القدرة، كلي الوجود، وكلي المعرفة (يعلم كل شيء)؛ أبدي وغير قابل للتغيير. إن اللانهائية واللامتغيرية في الله يدعمان بعضهما البعض ويعني كل منهما الآخر. لا يمكن تصور وجود إله غير محدود ومتغير؛ فهذا يعتبر تناقض في التعريف.